# Immanuel Kauluma Elifas
Immanuel Kauluma Elifas né le 1er janvier 1934 à Epale et mort le 26 mars 2019 à Onandjokwe (fi), est l'Omukwaniilwa (roi, chef) des Ondonga en Namibie du 28 août 1975 à sa mort. 
Il succède à son frère Fillemon Elifas Shuumbwa (en), abattu en 1975 à Onamagongwa. La zone tribale Ondonga est située autour de Namutoni, à l'extrémité orientale du pan d'Etosha, dans le nord de la Namibie. Kauluma Elifas a également été président du Conseil des chefs traditionnels pendant de nombreuses années. Son arrière-petit-fils Fillemon Shuumbwa Nangolo (en) lui a succédé. 

## Biographie
Kauluma est l'un des dirigeants du royaume d'Ondonga ayant régné le plus longtemps. Il accède au trône en août 1975. Il est ainsi roi du royaume d'Ondonga pendant 44 ans.
Le royaume d'Ondonga a été secoué par des luttes intestines liées à la bataille de succession ces dernières années. Kaulama Elifas a nommé son neveu Fillemon Shuumbwa Nangolo comme successeur en 2002 et l'a reconduit au gouvernement en juin 2012. La nomination de Nangolo a cependant été contestée par la famille royale d'Ondonga, ce qui a donné lieu à des différends irréconciliables, qui ont conduit Elifas à se débarrasser de certains de ses proches collaborateurs de longue date, qui soutenaient le prince Nangolo comme héritier présomptif. En juillet 2017, il a limogé Peter Kauluma, ancien président de l'Autorité traditionnelle d'Ondonga (OTA), et Joseph Asino, ancien porte-parole de l'OTA. Des personnalités influentes, comme le chef principal John Walenga et l'ancien gouverneur d'Oshikoto Vilho Kamanya, ont également été exclues de l'autorité traditionnelle. Trois autres conseillers – Kashona kaMalulu, Tonata Ngulu et Fillemon Nambili – ont aussi été limogés.
Les querelles intestines ont dégénéré lorsque les conseillers révoqués ont saisi la justice. La Haute Cour d'Oshakati a alors ordonné à Elifas de témoigner oralement. À l'époque, l'équipe juridique d'Elifas a soutenu que la demande de témoignage du roi visait à tester ses capacités mentales en audience publique. Plusieurs dirigeants, dont le chef de l'État Hage Geingob et l'ancien président Sam Nujoma, ont également tenté d'intervenir. À un moment donné, Geingob a convoqué les factions au Palais présidentiel de Namibie et a supplié les conseillers révoqués d'abandonner la procédure judiciaire afin que le roi ne soit pas « exhibé devant un tribunal et embarrassé devant son peuple ». Shilongo Uukule (en) était le principal conseiller du roi.